# 索里·哈梅斯
索里·哈梅斯（1989年1月20日—），出生于阿根廷诺戈亚，女子足球运动员，司职前锋，是第一个夺得女足欧冠和第一位效力于女足豪门里昂的阿根廷球员，目前效力于女超联赛球队长春大众卓越。
自幼由母亲抚养，家里还有六个兄弟姐妹，在管理宽松的家庭条件下，开始在街上踢足球，15岁时并被球探发现，推荐她到河床试训，但当哈梅斯去找俱乐部时，已经错过了注册时间，而博卡青年仍有名额，便进入到博卡青年。 
2004年，在博卡青年得到了第一份职业合同，并于同年被选入阿根廷U20。

## 国家队生涯
哈梅斯曾代表阿根廷参加2008年国际足联女子U-20世界杯。在成人层面，她截至目前参加了两次美洲女子国家杯（2014与2018），并在2018年美洲女子国家杯打入了5球。
她也参加了2015年泛美运动会。

### 国家队进球
比分和结果中前方数字代表阿根廷
| 顺序 | 日期          | 地点                                                       | 对手     | 比分 | 结果 | 比赛性质             |
| ---- | ------------- | ---------------------------------------------------------- | -------- | ---- | ---- | -------------------- |
| 1    | 2018年4月7日  | Estadio Municipal Francisco Sánchez Rumoroso, 科金博, 智利 | 玻利维亚 | 1–0  | 3–0  | 2018年美洲女子国家杯 |
| 2    | 2018年4月7日  | Estadio Municipal Francisco Sánchez Rumoroso, 科金博, 智利 | 玻利维亚 | 2–0  | 3–0  | 2018年美洲女子国家杯 |
| 3    | 2018年4月9日  | Estadio Municipal Francisco Sánchez Rumoroso, 科金博, 智利 |          | 4–2  | 6–3  | 2018年美洲女子国家杯 |
| 4    | 2018年4月13日 | Estadio Municipal Francisco Sánchez Rumoroso, 科金博, 智利 | 委內瑞拉 | 1–0  | 2–0  | 2018年美洲女子国家杯 |
| 5    | 2018年4月16日 | 波尔塔达体育场, 拉塞雷纳, 智利                             | 哥伦比亚 | 2–1  | 3–1  | 2018年美洲女子国家杯 |

## 荣誉和奖项

### 俱乐部
博卡青年
- 阿根廷女子甲级联赛秋季联赛：2005年、2006年、2007年、2008年、2010年
- 春季联赛：2005、2006、2007、2008、2010、2011、2012

桑托斯
- 巴西女子足球甲级联赛: 2017

大连权健
- 中国女子足球超级联赛：2018
- 中国足球协会女子超级杯：2018

里昂
- 欧足联女子冠军联赛：2018-2019
- 法国女子足球甲级联赛：2018-2019
- 法国女子足协杯：2019

### 个人
- 巴西女子足球甲级联赛最佳射手: 2017